# Christian Alexander (Jurist)
Christian Alexander (* 1974) ist ein deutscher Rechtswissenschaftler und Universitätsprofessor.

## Leben
Alexander studierte von 1993 bis 1998 Rechtswissenschaften an der Ernst-Moritz-Arndt-Universität Greifswald. Von 1998 bis 2001 arbeitete er dort zunächst als studentische Hilfskraft und später als wissenschaftlicher Mitarbeiter am Lehrstuhl für Bürgerliches Recht, Rechtsvergleichung, Wirtschafts- und Steuerrecht von Axel Beater. Anschließend wurde er zum Doktor der Rechte promoviert und absolvierte in der Folge seinen Juristischen Vorbereitungsdienst (Referendariat) im Bezirk des Kammergerichts Berlin mit Stationen u. a. im Justiziariat der Charité sowie dem Bundesjustizministerium.
Nach Absolvieren des Zweiten Staatsexamens arbeitete er von 2003 bis 2009 als wissenschaftlicher Assistent am Institut für Internationales Recht – Europäisches und Internationales Wirtschaftsrecht von Helmut Köhler an der Ludwig-Maximilians-Universität München. 2009 habilitierte er sich an der Ludwig-Maximilians-Universität und erhielt die Lehrbefugnis für Bürgerliches Recht, Europäisches Privatrecht, Deutsches und Europäisches Wirtschaftsrecht, Medienrecht und Zivilverfahrensrecht. Von 2009 bis 2011 übernahm Alexander die Vertretung des Lehrstuhls für Bürgerliches Recht, Kartellrecht, Handels-, Gesellschafts- und Wirtschaftsrecht an der Friedrich-Schiller-Universität Jena.
Seit 2011 ist er Universitätsprofessor an der Friedrich-Schiller-Universität Jena und Inhaber des Lehrstuhls für Bürgerliches Recht, Wirtschaftsrecht und Medienrecht.

## Forschungstätigkeit
Das Forschungsprofil umfasst das Bürgerliche Recht, Wirtschaftsrecht und Medienrecht unter dem übergreifenden Leitgedanken der Europäisierung und Digitalisierung des Rechts. Konkret forscht und lehrt Alexander in den Bereichen des deutschen und europäischen Lauterkeits- und Kartellrechts, des Medienrechts (sowohl des klassischen Medienrechts als auch des IT-Rechts) sowie des zivilrechtlichen Verbraucherschutzes.

## Herausgeberschaften
Alexander gibt gemeinsam mit Helmut Köhler die juristische Fachzeitschrift Wettbewerb in Recht und Praxis (WRP) heraus. Darüber hinaus ist er Mitherausgeber der Schriftenreihen "Schriften zum Wettbewerbsrecht" (gemeinsam mit Jörg Fritzsche und Tobias Lettl), "Jenaer Studien zum deutschen, europäischen und internationalen Wirtschaftsrecht" (gemeinsam mit Walter Bayer, Volker Jänich, Christoph Ohler und Giesela Rühl) und "Kunst, Kultur und Recht" (gemeinsam mit Olaf Werner).

## Veröffentlichungen (Auswahl)
- Vertrag und unlauterer Wettbewerb. Eine Untersuchung der wechselseitigen Beziehungen von Vertragsrecht und Wettbewerbsrecht zueinander, Duncker & Humblot, Berlin 2002, ISBN 978-3-428-10693-6
- Schadensersatz und Abschöpfung im Lauterkeits‐ und Kartellrecht. Privatrechtliche Sanktionsinstrumente zum Schutz individueller und überindividueller Interessen im Wettbewerb, Mohr Siebeck, Tübingen 2010, ISBN 978-3-16-150130-2
- Verbraucherschutzrecht, C.H. Beck, München 2015, ISBN 978-3-406-67446-4
- Wettbewerbsrecht mit Schutz von Geschäftsgeheimnissen, Carl Heymanns, Köln 2019, ISBN 978-3-452-29096-0